# ماریا سپش
ماریا سپش (مجاری: Mária Szepes؛ تلفظ مجاری: [ˈma:riɒ ˈsɛpɛʃ]؛ ۱۴ دسامبر ۱۹۰۸ – ۳ سپتامبر ۲۰۰۷) بازیگر، فیلم‌نامه‌نویس، نویسنده، روزنامه‌نگار و شاعر اهل مجارستان بود.
از فیلم‌ها یا مجموعه‌های تلویزیونی که وی در آن‌ها نقش داشته است می‌توان به «کودک منجمد» (۱۹۲۱) اشاره نمود.